# Notio Pilio
Notio Pilio (gr. Δήμος Νοτίου Πηλίου, Dimos Notiu Piliu) – gmina w Grecji, w administracji zdecentralizowanej Tesalia-Grecja Środkowa, w regionie Tesalia, w jednostce regionalnej Magnezja. W 2011 roku liczyła 10 216 mieszkańców. Powstała 1 stycznia 2011 roku w wyniku połączenia dotychczasowych gmin: Argalasti, Afetes, Milies i Sipiada oraz wspólnoty Trikeri. Siedzibą gminy jest Argalasti.